# Aracsi Norbert
Aracsi Norbert (Székesfehérvár, 1991. január 25. –) filmrendező, forgatókönyvíró, producer. 2009 óta rendez filmeket, reklámfilmeket és videóklipeket. 
2022-ben kisjátékfilmje, az Elfelejtett nemzedék, melynek rendezője és forgatókönyvírója volt, elnyerte a Magyar Mozgókép Fesztiválon a Legjobb kisjátékfilm díját. Ugyanebben az évben a Magyar Filmakadémia tagjai közé választotta.

## Filmjei
- Csontváry (nagyjátékfilm) - előkészítés alatt[forrás?]
- Elfelejtett nemzedék (Kisjátékfilm)
- Emlékezz rám (Kisjátékfilm)
- Évforduló (Kisjátékfilm)

## Elfelejtett nemzedék
Az Elfelejtett nemzedék négy magyar katona sorsát mutatja be a második világháború sújtotta Magyarország végnapjaiban. 
A film producerei Verebélyi Gábor, Gundy Kristóf, Kalotai Dániel, Aracsi Norbert és Krajczár Martin. Főszerepben Cservák Zoltán, Jászberényi Gábor, Hajduk Károly és György Zoltán Dávid láthatók.
Magyarországon eredetileg 2020. május 9-én mutatták volna be, de a koronavírus-járvány miatt elhalasztották. A film számos filmfesztiválon való részvétel után 2022. május 1-jén debütált az HBO MAX kínálatában. Jelenleg 15 országban elérhető az HBO MAX-on. Magyarország mellett, Albániában,Csehországban, Szlovákiában, Lengyelországban, Romániában, Moldovában, Horvátországban, Szlovéniában, Szerbiában, Koszovóban, Montenegróban, Bosznia-Hercegovinában, Észak-Macedóniában és Bulgáriában. A 2022-ben megrendezett Magyar Mozgókép Filmfesztiválon, legjobb kisjátékfilm kategóriában jelölést kapott a film, majd később el is nyerte a díjat.
A kisjátékfilm 2022-ben a 7. legnézettebb magyar produkció lett az HBO MAX streaming csatornán.[forrás?]

## Díjai, elismerései
- Elfelejtett nemzedék (Kisjátékfilm) 
  - Magyar Mozgókép Díj 2022 – Legjobb Kisjátékfilm
  - Carmarthen Bay Film Festival (BAFTA – CYMRU) – TOP 3 Nemzetközi film
  - 8. Savaria Filmszemle – 2. Legjobb Kisjátékfilm
  - XII. Bujtor István Filmfesztivál – Legjobb Drámai alakítás – Jászberényi Gábor
  - 24. Faludi Filmszemle – Legjobb színész – Cservák Zoltán